# Ytterby Idrottssällskap
O Ytterby IS é um clube de futebol da Suécia fundado em 1947. Sua sede fica localizada em Kungälv.